# Valdunciel
Valdunciel település Spanyolországban, Salamanca tartományban. Valdunciel Topas, Palencia de Negrilla, Castellanos de Villiquera, Calzada de Valdunciel, Forfoleda és Valdelosa községekkel határos. Lakosainak száma 110 fő (2024).

## Népesség
A település népessége az elmúlt években az alábbi módon változott:
| Lakosok száma | 112  | 103  | 105  | 105  | 101  | 90   | 97   | 98   | 110  | 110  |
|               | 2001 | 2004 | 2007 | 2009 | 2012 | 2014 | 2017 | 2019 | 2022 | 2024 |